# Difosfat de guanosina
El difosfat de guanosina, de fórmula C10H15N₅O11P₂ (en anglès: guanosine diphosphate, abreujat com GDP), és un nucleòtid difosfat. És un èster de l'àcid fosfòric amb el nucleòsid guanosina. El GDP consta d'un grup funcional pirofosfat, la pentosa, la ribosa i la nucleobase guanina.
El GDP és el producte de la desfosforilació del trifosfat de guanosina (GTP) per part de les GTPases, com per exemple les proteïnes G que intervenen en la transducció de senyals.